# Потапова, Родмонга Кондратьевна
Родмо́нга Кондра́тьевна Пота́пова (урождённая Ильина́; род. 27 апреля 1936, Улан-Батор, Монголия) — советский и российский лингвист. Доктор филологических наук (1983), профессор (1987) Московского государственного лингвистического университета (МГЛУ), заслуженный работник высшей школы Российской Федерации, почётный вице-президент Международного общества по фонетическим наукам (ISPhS), член общественной организации «Международной академии информатизации». Специалист в области германского языкознания, теоретической, экспериментальной, математической и прикладной лингвистики, психологии речи. В 1999-2022 годах член экспертного совета Высшей аттестационной комиссии РФ по филологии и искусствоведению по специальностям: «Прикладная и математическая лингвистика» и «Германские языки». Эксперт Российского научного фонда. С 1987 год по 2022 год — основатель и заведующая кафедрой прикладной и экспериментальной лингвистики МГЛУ. Директор Института прикладной и математической лингвистики МГЛУ. Директор научно-образовательного Центра «Фундаментального и прикладного речеведения» МГЛУ. Долгие годы член Президиума УМО (Учебно-методическое объединение) по образованию в области лингвистики (профиль — «Теоретическая и прикладная лингвистика»). В рамках Международной ассоциации по речевой коммуникации продолжительное время являлась координатором научных исследований по данному направлению в странах Восточной Европы.

## Биография
Родилась в Улан-Баторе, где её отец, Кондратий Хараевич Ильин (1905—1988), будучи специалистом в области восточных языков (окончил Ленинградский восточный институт по специальности «монголоведение», ученик известного востоковеда Б. Я. Владимирцова, работал по линии МИД СССР (после окончания Второй мировой войны участвовал как переводчик в процессе над главными военными преступниками в Токио), а её мать, Мария Александровна Ильина (1913—1980), в качестве медицинского работника, командированного по комсомольской линии из Москвы, оказывала помощь в становлении медицины в МНР. В том же году по окончании контракта семья вернулась в Москву. С 1965 года отец был персональным пенсионером союзного значения. Младший брат — Владимир Кондратьевич Ильин (1942—1969), специалист-международник со знанием исландского, немецкого и английского языков. Муж — Виктор Михайлович Потапов (1934—2006), специалист-международник со знанием французского и румынского языков. Сыновья — Владислав Викторович Потапов (род. 1960), специалист по международному праву, проживает в США, и Всеволод Викторович Потапов (род. 1964), лингвист. Племянник — Кирилл Владимирович Ильин (род. 1969), специалист по международному (европейскому) праву.
В 1954 году окончила с золотой медалью показательную среднюю школу № 92 Краснопресненского района в Москве. Параллельно обучалась музыке при Московской государственной консерватории имени П. И. Чайковского: в школе и музыкальном училище на теоретико-композиторском отделении и по классу «фортепиано». Училась у  Натана Львовича Фишмана.
В 1959 году с отличием окончила Московский государственный институт иностранных языков имени Мориса Тореза (МГПИИЯ, ныне Московский государственный лингвистический университет, МГЛУ). Все студенческие годы была Сталинской стипендиаткой. Дипломная работа «Фонологическая концепция Н. С. Трубецкого» была посвящена основополагающему труду Н. С. Трубецкого на немецком языке «Основы фонологии» (научный руководитель — О. А. Норк). В 1959 году окончила с отличием факультет немецкого языка вышеназванного учебного заведения и была рекомендована в аспирантуру. В студенческие годы уже на втором курсе обучения начала проводить экспериментальные исследования на материале немецкого языка по проблемам физиологии твёрдого приступа под руководством Н. И. Жинкина и спектральных характеристик вокализма в Лаборатории.
В 1959—1963 годах — аспирантка кафедры общего и романо−германского языкознания (научный руководитель — Н. А. Слюсарева). С 1963 года - работник в МГПИИЯ. Там же в 1965 году защитила кандидатскую диссертацию «Различные типы слогового стыка (экспериментально−фонетическое исследование)» (на материале немецкого языка). П. С. Кузнецов был автором дополнительного научного отзыва о кандидатской диссертации. В 1981 году на филологическом факультете Ленинградского государственного университета имени А. А. Жданова защитила докторскую диссертацию «Сегментно-структурная организация речи (экспериментально-фонетическое исследование)» на материале современных германских языков: немецкого, английского, шведского, датского, норвежского, нидерландского и современного русского языка. Официальными оппонентами выступили Л. Р. Зиндер, Б. Н. Головин, Л. И. Прокопова. Основой книги "Слоговая фонетика германских языков" (1986) является диссертация на соискание ученой степени доктора филологических наук.
С 1987 года в МГЛУ основатель и заведующая кафедрой прикладной и экспериментальной лингвистики, а с 2000-х годов также директор Института прикладной и математической лингвистики.
С 2000 года по 2006 год была членом редакционной коллегии международного журнала (Scopus) «Speech, Language and the Law» издательства  Бирмингемского университета (Великобритания). Входит в состав редакционных коллегий журналов из перечня ВАК РФ: «Вестник Московского государственного лингвистического университета. Гуманитарные науки» (журнал издается МГЛУ), «Социальные и гуманитарные науки. Отечественная и зарубежная литература. Серия 6, Языкознание» и «Человек: Образ и сущность. Гуманитарные аспекты» (оба журнала издаются ИНИОН РАН). С 2008 года является заместителем главного редактора журнала «Речевые технологии».
Долгие годы состояла в Международном обществе по фонетическим наукам (ISPhS). В 1991 году участвовала в качестве докладчика на 12-м Международном конгрессе по фонетическим наукам (ICPhS) в Экс-ан-Провансе (Франция). С 1992 года постоянный член Международной ассоциации по судебной фонетике и акустике (IAFPA)). С конца 1990-х годов постоянный организатор, издатель и член научного комитета по проведению Международных конференций «Speech and Computer» (SPECOM). Постоянный председатель секции «Акустика речи» Всероссийских научных политематических конференций «Сессии Российского акустического общества (РАО)», а также член программного комитета Международной научной конференции «Математические методы в технике и технологиях» (ММТТ). C 2020 года является членом ассоциации преподавателей и исследователей в области фундаментальной и прикладной лингвистики (АПИФиПЛ).
С 1995 года и по 2016 год сотрудничала с Галле-Виттенбергским университетом им. Мартина Лютера (научный партнёр со стороны Германии — сначала Ева-Мария Крех, а затем Урсула Хиршфельд (Институт речеведения и фонетики того же университета). С января 2013 года членом учёного совета по речеведению Галле-Виттенбергского университета. С начала 1990-х годов член экспертного совета ВАК РФ по филологии и искусствоведению. Председатель, затем заместитель председателя докторского диссертационного совета по романо-германскому языкознанию при МГЛУ, член докторского диссертационного совета по теории языка, сравнительно-историческому, типологическому и сопоставительному языкознанию, прикладной и математической лингвистике при МГЛУ.  Имеет более 700 публикаций. Под руководством Р. К. Потаповой написано и защищено 66 кандидатских и 10 докторских диссертаций.
В 1994 году в опубликованном произносительном словаре немецкого языка Potapowa R. K. Das Aussprachewörterbuch der deutschen Sprache. (Moskau: Pomowski & Partner) представлены мнения специалистов в данной области знания: российского лингвиста Виктора Алексеевича Виноградова:
Этот новый словарь служит не только ценным практическим помощником в изучении немецкого языка, но и важным источником данных для теоретической фонетики и типологии фонетических изменений.
и лингвиста из Германии Йенса-Петера Кёстера:
Словарь произношения профессора Потаповой ... - издательский проект, чрезвычайно актуальный и имеющий выдающееся научное значение. Работа госпожи Потаповой преодолевает ... <упущение существующих произносительных словарей> ... основательно и окончательно. В её труде представлена информация о стандартном произношении немецкого языка в динамической, высокоэкспликативной и экспериментально-фонетически закреплённой форме.
В 2007 году издан сборник статей, посвящённый 70-летию учёного «Лингвистическая полифония». В этом сборнике российский лингвист Елена Андреевна Брызгунова высказала своё мнение о книге Р. К. Потаповой и В. В. Потапова «Язык, речь, личность»:
Мощным стимулом к широкому подходу является книга Р. К. Потаповой и В. В. Потапова "Язык, речь, личность" ... Фундаментальность её заключается в том, что показана взаимосвязь, дана классификация и даже каталогизация проблем, раскрывающих язык и речь в отношении деятельности человека. Решается проблема антропоморфизма в языкознании .
В 2016 году юбиляру Родмонге Кондратьевне Потаповой в связи с 80-летием был посвящён Вестник Московского государственного лингвистического университета (выпуск 754).
В 2018 году в связи с 30-летним юбилеем кафедры прикладной и экспериментальной лингвистики МГЛУ, которая была основана Потаповой, был посвящён Вестник Московского государственного лингвистического университета (выпуск 797).

## Руководство научно-исследовательскими проектами

### Проекты научных фондов
- Научно-исследовательский проект Российского научного фонда (РНФ) «Герменевтическая типология семиотико-семантических паттернов „токсичности“ в сетевой коммуникации», (2022—2023 гг.).[28]
- Научно-исследовательский проект РНФ «Лингвистические методы защиты смысловой информации в письменных текстах на русском языке (на базе экспериментальной стеганологии)» (Код «Аспиранты 2019»).[29]
- Научно-исследовательский проект РНФ «Фундаментальное междисциплинарное исследование воздействия агрессивной среды Интернета в условиях мультимодальной поликодовой коммуникации в социальных сетях на трансформацию психофизиологических и когнитивных характеристик личности пользователей сети Интернет (применительно к молодёжному контингенту)», (2018—2020 гг.).[30]
- Научно-исследовательский проект International Association for Forensic Phonetics and Acoustics (IAFPA)«Acoustic and perceptual cues relevant to identification of drug-intoxicated female Russian speakers», грант IAFPA (2016—2018 гг.).[31]
- Научно-исследовательский проект РНФ «Исследование механизма ассоциативных связей в речемыслительной деятельности человека методом нейросетевого моделирования при анализе текстовой информации», (2014—2016 гг.).[32]
- Научно-исследовательский проект РНФ «Фундаментальное исследование типологии вербальных и паравербальных детерминантов эмоционально-модального поведения коммуникантов в условиях многофакторной депривации (применительно к электронным медийным источникам, социальным сетям и интернет-телефонии Skype)», (2014—2016 гг.).[33]

### Научно-исследовательская работа (НИР)
- Научно-исследовательский проект «Скрининг Школа_Обучающиеся», ООО «ГЛАССОФТ» (2021—2022 гг.).
- Исследование лингвокогнитивного механизма становления и развития состояния агрессии в межъязыковой и межкультурной коммуникации (применительно к многоязыковому дискурсу), Министерство образования и науки РФ (2012—2013 гг.).
- Создание корпуса эмоционально окрашенной речи, ОАО «ИТЦ „Система-Саров“» (2013 г.).
- Произносительная экспликация коммуникативной модели «конфликт — консенсус» на базе многоязычия, Министерство образования и науки РФ в рамках целевой программы «Развитие научного потенциала Высшей школы» (2011 г.).
- Когнитивные механизмы процессов речеобразования и речевосприятия (применительно к межличностной коммуникации), Министерство образования и науки РФ, Федеральная целевая программа (ФЦП) «Научные и научно-педагогические кадры инновационной России» (2011—2012 гг.).
- Фундаментальное исследование концептуальных детерминантов современной многопараметрической корпусной лингвистики применительно к различным типам текстовой и дискурсивной деятельности, Министерство образования и науки РФ (2010—2011 гг.).
- Исследование действующей модели «текст — смысл», Министерство образования и науки РФ (2009—2011 гг.).
- Фундаментальное исследование лингвоакустических методов защиты речевой информации, Министерство образования и науки РФ (2009—2011 гг.).
- Исследование фонационной структуры речи, Министерство образования и науки РФ (2009—2011 гг.).
- Многоязыковая Интернет-коммуникация, Министерство образования и науки РФ (2006—2008 гг.).
- Корпусная лингвистика многоцелевого назначения, Министерство образования и науки РФ (2006—2008 гг.).
- Научно-образовательный центр: фундаментальные проблемы математической лингвистики, Министерство образования и науки РФ (2006—2008 гг.).
- Разработка теоретических критериев реализации устно-речевой автоматизированной обучающей системы. Фундаментальное исследование; Министерство образования и науки РФ (2005—2009 гг.).

## Основные работы
- Потапова Р. К. Слоговая фонетика германских языков. — М.: Высшая школа, 1986.
- Златоустова Л. В., Потапова Р. К., Трунин-Донской В. Н. Общая и прикладная фонетика. — М.: Издательство МГУ, 1986.
  - 2-е изд., перераб. и доп.: Златоустова Л. В., Потапова Р. К., Потапов В. В., Трунин-Донской В. Н. Общая и прикладная фонетика. — М.: Издательство МГУ, 1997. — ISBN 5-211-03041-9
- Потапова Р. К. Речевое управление роботом: лингвистика и современные автоматизированные системы. — М.: Радио и связь, 1989.
  - 2-е изд., доп.: Потапова Р. К. Речевое управление роботом: лингвистика и современные автоматизированные системы. — М.: URSS, 2005. — ISBN 5-484-00035-1
  - 3-е изд.: Потапова Р. К. Речевое управление роботом: лингвистика и современные автоматизированные системы. — М.: URSS, 2012. — ISBN 978-5-484-01303-6
- Потапова Р. К., Линднер Г. Особенности немецкого произношения. — М.: Высшая школа, 1991. — ISBN 5-06-001061-9
- Потапова Р. К. Тайны современного Кентавра. Речевое взаимодействие «человек-машина». — М.: Радио и связь, 1992. — ISBN 5-256-00877-3
  - 2-е изд.: Потапова Р. К. Тайны современного Кентавра. Речевое взаимодействие «человек-машина». — М.: URSS, 2003. — ISBN 5-354-00447-0
  - 3-е изд.: Потапова Р. К. Тайны современного Кентавра. Речевое взаимодействие «человек-машина». — М.: URSS, 2018. — ISBN 978-5-354-01588-7
- Potapowa R.K. Das Aussprachewörterbuch der Deutschen Sprache. — M.: Помовский и партнёры, 1994. (на нем. яз.) — ISBN 5-87232-043-4
- Потапова Р. К. Речь: коммуникация, информация, кибернетика. — М.: Радио и связь, 1997. — ISBN 5-256-01126-X
  - 2-е изд., доп.: Потапова Р. К. Речь: коммуникация, информация, кибернетика. — М.: URSS, 2001. — ISBN 5-8360-0350-5
  - 3-е изд., доп.: Потапова Р. К. Речь: коммуникация, информация, кибернетика. — М.: URSS, 2003. — ISBN 5-354-00368-7
  - 4-е изд., доп.: Потапова Р. К. Речь: коммуникация, информация, кибернетика. — М.: URSS, 2010. — ISBN 978-5-397-00391-9
  - изд. стереотип.: Потапова Р. К. Речь: коммуникация, информация, кибернетика. — М.: URSS, 2015. — ISBN 978-5-397-04715-9
  - изд. стереотип.: Потапова Р. К. Речь: коммуникация, информация, кибернетика. — М.: URSS, 2020. — ISBN 978-5-397-07515-2
- Потапова Р. К. Новые информационные технологии и лингвистика. — М.: МГЛУ, 2002. — ISBN 5-85941-079-4
  - 5-е изд.: Потапова Р. К. Новые информационные технологии и лингвистика. — М.: URSS, 2012. — ISBN 978-5-397-03206-3
  - изд.: Потапова Р. К. Новые информационные технологии и лингвистика. — М.: URSS, 2014. — ISBN 978-5-397-04378-6
  - 6-е изд.: Потапова Р. К. Новые информационные технологии и лингвистика. — М.: URSS, 2016. — ISBN 978-5-9710-2395-1
  - изд.: Потапова Р. К. Новые информационные технологии и лингвистика. — М.: URSS, 2017. — ISBN 978-5-9710-4807-7
  - 7-е изд.: Потапова Р. К. Новые информационные технологии и лингвистика. — М.: URSS, 2021. — ISBN 978-5-9710-7580-6
- Potapova R.K., Shigina E.V. New information technologies in foreign language learning today. — Moscow, 2003. (на англ. яз.) — ISBN 5-85941-016-6
- Потапова Р. К., Потапов В. В. Семантическое поле «наркотики»: Дискурс как объект прикладной лингвистики. — М.: URSS, 2004. − ISBN 5-354-00775-5
- Потапова Р. К., Потапов В. В. Язык, речь, личность. — М.: Языки славянской культуры, 2006. — ISBN 5-9551-0123-3
- Potapova, Rodmonga K; Potapov, Vsevolod V. Kommunikative Sprechtätigkeit. Russland und Deutschland im Vergleich.[34][35] — Köln, Weimar, Wien: Böhlau Verlag, 2011. — 312 S.(на нем. яз.) — ISBN 978-3-412-20688-8
- Потапова Р. К., Михайлов В. Г. Основы речевой акустики. — М.: ИПК МГЛУ «Рема», 2012. — ISBN 978-5-88983-475-5
- Потапова Р. К., Потапов В. В. Речевая коммуникация: От звука к высказыванию. — М.: Языки славянских культур, 2012. — ISBN 978-5-9551-0559-8
- Потапова Р. К., Потапов В. В., Лебедева Н. Н., Агибалова Т. В. Междисциплинарность в исследовании речевой полиинформативности. — М.: Языки славянской культуры, 2015. — (Изд. проект)[36] — ISBN 978-5-94457-224-0
- Речевая коммуникация в информационном пространстве / Отв. ред. Р. К. Потапова. — М.: URSS, 2017. — ISBN 978-5-9710-3940-2
- Грамматические категории германских языков в антропоцентрической перспективе: коллективная монография / Отв. ред. Д. Б. Никуличева.[37] — М.: Изд-во «Канцлер», 2017.
- Потапова Р. К., Потапов В. В., Лебедева Н. Н., Агибалова Т. В. Поликодовая среда Интернета и проблемы валеологии. − М.: Издательский Дом ЯСК, 2020. − ISBN 978-5-907290-28-0
- Потапова Р. К., Потапов В. В., Комалова Л. Р. Восприятие мультимодальной моно- и полиэтнической коммуникации.[38] — М.: ИНИОН РАН, 2020. — ISBN 978-5-248-00965-7
- Германские языки: текст, корпус, перевод: коллективная монография / Отв. ред. Д. Б. Никуличева.[39] — М.: Институт языкознания РАН, 2020. — ISBN 978-5-6045633-0-4
- Эмпирические исследования германских языков: сборник статей по материалам VII Чтений памяти В. Н. Ярцевой / ред. Д. Б. Никуличева, Н. С. Бабенко, Е. Б. Кротова.[40] — М.: Языкознание, 2024. — 368 с. — ISBN 978-5-6049527-5-7 — doi: 10.37892/978-5-6049527-5-7

- Современная лингвистика: междисциплинарные исследования (= Modern Linguistics: Interdisciplinary Studies): коллективная монография. Вып. 6 / отв. ред. А. В. Иванов. — М.: ФЛИНТА, 2024. — 296 с. — ISBN 978-5-9765-5689-8.
- Новый регионализм: от традиционных форм диалектов к новым реалиям: коллективная монография / РАН ИНИОН. Отдел языкознания. Отв. ред. В. В. Потапов, Е. А. Казак. — М.: ИНИОН РАН, 2025. — 455 с. — (Сер.: Теория и история языкознания). — ISBN 978-5-248-01102-5.

## Награды и звания
- Заслуженный работник высшей школы Российской Федерации (31 декабря 2000) — за заслуги в подготовке высококвалифицированных специалистов и научной деятельности[41]
- Медаль «Ветеран труда» (1989)
- Медаль «В память 850-летия Москвы» (1997)
- Научная премия МГЛУ «Золотой Лингвин — 2023»[42]. Диплом победителя в номинации «Ученый года» (16 февраля 2024)
- Научная премия МГЛУ «Золотой Лингвин — 2020»[43]. Диплом победителя в специальной номинации «Наставник года» (22 декабря 2020)
- Победитель конкурса преподавателей вузов «Золотые имена высшей школы» 2018 года за вклад в науку и высшее образование, реализуемого Межрегиональной общественной организацией «Лига преподавателей высшей школы» с использованием гранта Президента Российской Федерации на развитие гражданского общества, предоставленного Фондом президентских грантов в номинации «За вклад в науку и высшее образование»
- Special Award (Twentieth anniversary of the International Conference on Speech & Computer) to an outstanding scientist, honorary vice-president of the International Society of Phonetic Sciences, director of Institute of Applied and Mathematical Linguistics at Moscow State Linguistic University, ScD, Professor Rodmonga Potapova who made a great contribution to SPECOM evolution. Budapest, Hungary (2016)
- Звание «Почётный работник высшего профессионального образования Российской Федерации» (2011)
- Нагрудный знак «За заслуги» МГЛУ (2007)
- Почётный доктор Узбекского государственного университета мировых языков (2006)
- Почётный профессор Казахского государственного университета мировых языков и международных отношений (2005)
- Лауреат государственной научной стипендии РАН «Выдающиеся учёные России» (1995—2000)

## Выступления
- Выступление с собственным музыкальным произведением и авторской музыкальной импровизацией на тему русского романса «На заре ты ее не буди» на концерте участников лингвистической конференции в университете г. Экс-ан-Прованс (Франция, 1980-е годы XX века)
- Участие в фильме 3 «Тайны мозга» (Наука 2.0) (дата: 11.11.2015)
- Презентация в изд—ве URSS книги: Потапова Р. К. Речевое управление роботом: Лингвистика и современные автоматизированные системы (дата: 13.08.2020)
- Презентация в изд—ве URSS книги: Потапова Р. К. Тайны современного Кентавра. Речевое взаимодействие «человек-машина» (дата: 13.08.2020)
- Презентация в изд—ве URSS книги: Потапова Р. К. Речь: коммуникация, информация, кибернетика (дата: 13.08.2020)
- Презентация в изд—ве URSS книги: Потапова Р. К. Новые информационные технологии и лингвистика (дата: 13.08.2020)
- Презентация в изд—ве URSS книги: Речевая коммуникация в информационном пространстве / Отв. ред. Р. К. Потапова (дата: 13.08.2020)
- Фотографии 23 Международной конференции Speech and Computer (SPECOM 2021) / Организаторы конференции А. А. Карпов и Р. К. Потапова (дата: 27.09.2021)
- Фотографии Международной конференции «Фонетическая рапсодия 2021» (дата: 22.10.2021)
- Международная конференция «Фонетическая рапсодия 2021» ИвГУ (дата: 22.10.2021)